# Гаспра-Ісар

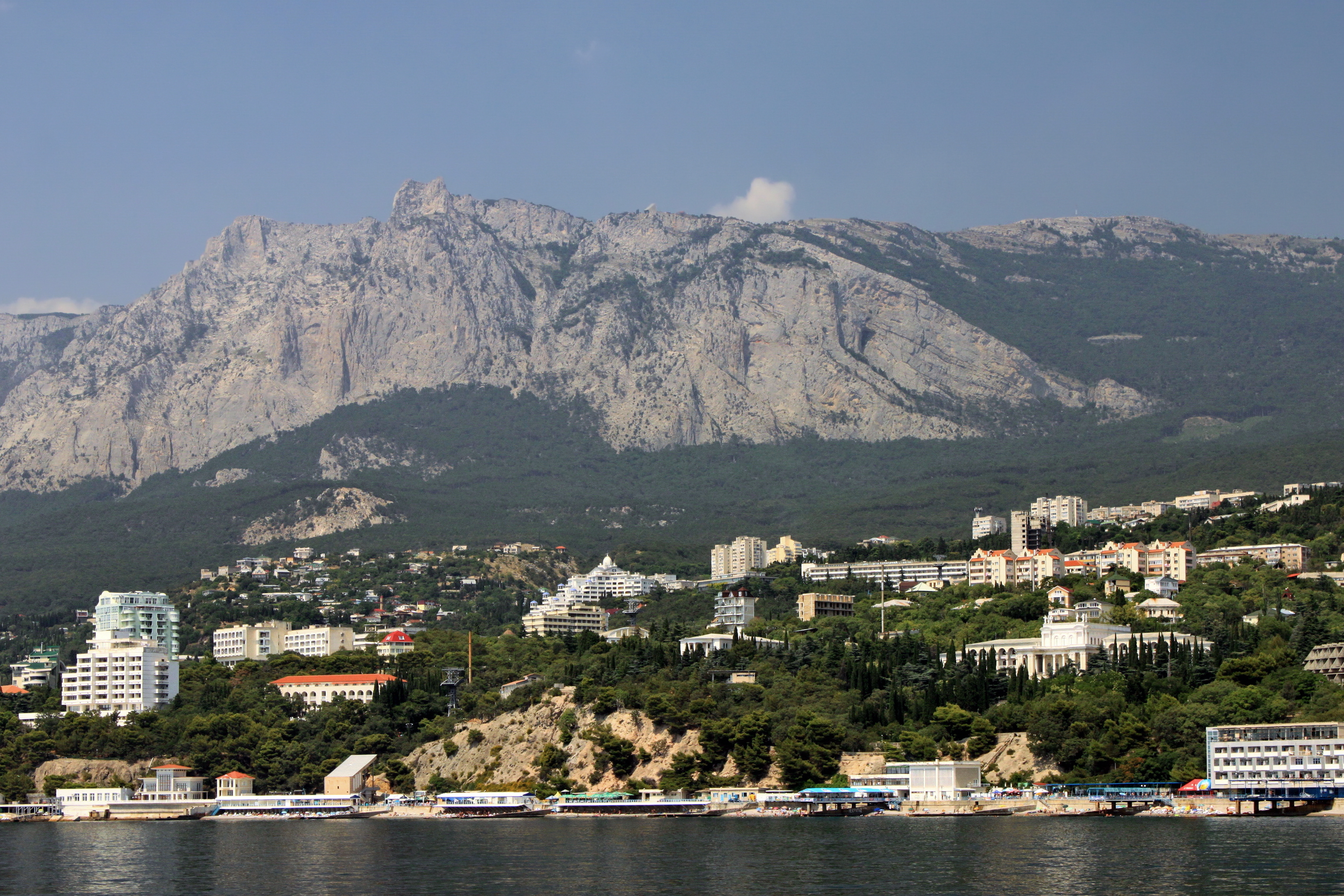
Панорама сучасної Гаспри з моря.

Гаспра-Ісар (крим. Gaspra İsar) — скеля з середньовічним укріпленням XII—XIII ст. Розташовувалася на північній околиці селища Гаспра (Ялтинський район), в 2 км до північний захід від мису Ай-Тодор, над Гаспрою, вище шосе Ялта-Севастополь.

## Опис
Пам'ятник досліджував О. І. Домбровський в 1961—1962 рр. у зв'язку із знищенням скелі при будівництві дороги. На плоскій вершині скелі розкопками був виявлений великий будинок, що згорів під час пожежі XIII ст . Тут же під відкритим навісом будівлі знаходилася кузня з горном. Розмір укріпленого обійстя на майданчиках скелі 20 х 54 і 12×30 м (площа городища 0,1 га) . На меншому скельному майданчику була невелика вежа. Поряд у щілині між скелями була двокамерна господарська будівля, цистерна для води, комора, влаштована в печері.
Скеля повністю знищена в 1960-х роках в результаті будівельних робіт на шосе Ялта-Севастополь.
Скеля мала маленький майданчик на вершині. Вхід був зі східного боку.